# Skälsgölen (Döderhults socken, Småland)
Skälsgölen är en sjö i Oskarshamns kommun i Småland och ingår i Viråns huvudavrinningsområde.